# Interstate Highway System
USA's Interstate Highway System eller som det reelt hedder, Dwight D. Eisenhower National System of Interstate and Defense Highways, er et netværk af hovedveje i USA. Det har navn efter Dwight D. Eisenhower, som var præsident, da loven om systemet blev vedtaget, og som var en af systemets foregangsmænd og politiske sponsorer. Systemet er et delsystem inden for det større "National Highway System", som også omfatter U.S. Highways og andre hovedveje. Interstate Highway Systemet omfatter 77.017 (2013) km veje, i forhold til 75.440 km i 2006).
Vejnettet ejes og vedligeholdes af de enkelte delstater, eller særlige myndigheder (Toll Authorities), hvor der er tale om veje med vejafgift. Dog finansieres en stor del af opgaverne af de føderale myndigheder, der også stiller krav til den standard, som Interstate Highways skal overholde. En enkelt vejstrækning blev tidligere vedligeholdt af de føderale myndigheder, nemlig Woodrow Wilson Bridge i nærheden af Washington D.C., men ansvaret deles nu mellem staterne Virginia og Maryland.
Stort set alle USA's større byer "betjenes" af Interstate Highways. I modsætning til i mange andre lande, fører hovedvejene ofte gennem byernes centre og forretningskvarterer. Indbyggerne i USA bruger vejene i deres daglige transport til og fra arbejde, og ca. 1/3 af alle langdistancerejser (både ferie og forretning) går via disse veje. Stort set alt gods, der transporteres i USA, vil på et eller andet tidspunkt blive transporteret på en Interstate Highway.

## Historie
Loven, der fastlagde dette system, "Federal-Aid Highway Act", blev vedtaget i 1956. De store bilfabrikker havde lobbyet for at få etableret et sådant vejnet, og præsidenten, der under 2. verdenskrig, havde set det tyske motorvejsnet, mente, at et sådant net af motorveje ville være en nødvendig udvidelse af det amerikanske forsvarssystem, for ud over forbedringerne af de civile transportmuligheder ville vejene også kunne anvendes som militære transportveje for såvel tropper som forsyninger i krisesituationer.
Den første strækning, der blev anlagt var I-70 i Kansas eller Missouri (De to stater er ikke enige om, hvem der var først). Missouri hæver korrekt, at de tre første kontrakter om vejanlæg efter den nye lovs vedtagelse blev underskrevet i Missouri, og Kansas hævder, også korrekt, at denne stat, var den første, der begyndte at lægge asfalt, og det var en strækning af I-70 i Kansas, som var den første Interstate-strækning, der åbnede. Pennsylvania hævder imidlertid, at Pennsylvania Turnpike, der åbnede allerede i 1940, var den første vej med adgang begrænset til motorkøretøjer og med midterrabat i USA.

## Standarder
The American Assosciation of State Highway and Transportation Officials har fastlagt en række standarder som alle veje, der ønskes defineret som Interstate Highways, skal overholde, med mindre en stat har en dispensation udstedt af Federal Highway Administration. Blandt andet skal adgang til vejen skal være begrænset til motorkøretøjer, trafiklys må kun forekomme i forbindelse med vejafgiftsanlæg, og adgang til vejen skal ske via tilkørselsramper osv. På enkelte strækninger, typisk i landområder, har nogle huse og gårde dog direkte tilkørsel til en Interstate Highway.

## Formål
Vejene er designet til civil transport af både personbiler og tunge lastbiler, men også til militære og civilforsvarsmæssige operationer, fx i forbindelse med evakuering i tilfælde af atomkrig eller naturkatastrofer. Nogle af vejene har allerede flere gange været anvendt i sidstnævnte forbindelse, fx ved evakueringen af New Orleans i Louisiana, og Houston i Texas i forbindelse med orkanerne Katrina og Rita. Til evakueringsbrug anvender man det såkaldte "contraflow", hvor vejbanerne i begge retninger anvendes til at lede trafik væk fra evakueringsområderne. Dette princip blev første gang anvendt i 1999 ved evakueringen af Savannah i Georgia inden orkanen Floyd.
Selv om vejene altså er designet både til civil og militær brug, er det en myte, at én ud af hver 10 miles af alle Interstate Highways er anlagt helt lige og helt fladt, så de kan anvendes som start- og landingsbaner for fly i krigstid.

## Hastighedsgrænser
Hastighedsgrænserne på de forskellige Interstate Highway strækninger bestemmes af de enkelte delstater, og de varierer typisk mellem 65 miles (104 km) i timen og 85 miles (137 km) i timen, med de laveste hastigheder i de østligste stater og de højeste i de vestligste (med undtagelse af Oregon, hvor hastighedsbegrænsningen er 65 miles). I og omkring storbyer sænkes hastighedsgrænserne typisk til mellem 50 miles (80 km) i timen og 65 miles (104 km) i timen.

## Terminologi
Navnet Interstate antyder, at disse veje krydser statsgrænser, men dette er langt fra tilfældet for alle Interstate Highways. Blandt andet er alle Interstate Highways i Alaska (4), Puerto Rico (3) og på Hawaii (3) intrastatslige, men også mindst 18 primærruter i de sammenhængende 48 stater går kun inden for grænserne af en enkelt delstat. Desuden er flertallet af såkaldte hjælperuter intrastatslige. Alle Interstates på Hawaii ligger på øen Oahu, og disse nummereres H-1, H-2 og H-3 og forbinder militærbaser, men de er også åbne for offentligheden. Vejene i Alaska og i Puerto Rico er kun Interstate Highways "på papiret". De lever ikke op til de krævede standarder, og skiltningen på vejene fortæller ikke at de er Interstates.
Vejene i de sammenhængende 48 stater opdeles i primærruter og hjælperuter. Sidstnævnte opdeles igen i to typer: "forgreninger" (spurs) og "omfartsveje" (loops).

### Primærruter
Interstates kendes typisk på deres nummer, selv om enkelte af dem også på nogle strækninger har kaldenavne. I daglig tale omtales vejene typisk som Interstate Highway 40, Interstate 40, Interstate Route 40 eller bare I-40. I visse stater, så som Californien og Nevada, er det almindeligt bare at sige "The 5" (femmeren).
Nummersystemet blev fastlagt af The American Assosciation of State Highway and Transportation Officials i 1957. Primærruterne fik numre med et eller to cifre, og det blev fastlagt, at numre, der var delelige med 5, skulle være gennemgående veje, der havde til formål at føre trafik over lange afstande. Eksempler på dette er I-90, der går fra Boston, Massachusetts, til Seattle, Washington, og I-95, der går fra Miami, Florida, til Houlton i Maine ved grænsen til Canada (bortset fra en strækning i New Jersey, hvor vejen ikke er klassificeret som Interstate, fordi den ikke lever op til kravene).
Veje, der går i øst-vestlig retning nummereres med lige vejnumre og veje, der går i nord-sydlig retning nummereres med ulige vejnumre. Numrene starter fra vest og syd, således at I-4 er den sydligste Interstate, mens I-5 er den vestligste. I-4 er dog en af de Interstates, der kun går i en enkelt stat (Florida), så den sydligste Interstate, der faktisk krydser en statsgrænse er I-8, der går fra San Diego i Californien til Casa Grande i Arizona. Og den sydligste interstate, der går fra kyst til kyst er I-10, der går fra Jacksonville i Florida til Santa Monica i Californien.
Det er ikke alle vejnumre, der bliver brugt. Fx eksisterer I-50 og I-60 ikke, og der er slet ingen Interstate Highways med lige numre mellem I-44 og I-66. Dette skyldes en regel i navngivningen om, at der ikke i samme stat må være en Interstate Highway og en U.S. Highway, der har samme nummer. Dette overholdes ikke helt konsekvent, for i Illinois findes både I-24 og US 24, om end i hver sin ene af staten. Også nogle planlagte, men endnu ikke oprettede Interstates, vil bryde med reglen. Fx vil I-69 komme til at krydse US 69 i Lufkin i Texas.
En del veje i hver sin ende af USA har samme nummer. Fx findes I-84 både i Connecticut og New York og i Idaho og Oregon. Dette skyldes en ændring i nummersystemet i 1970'erne, hvor betegnelser som I-80N blev fjernet fra systemet. I-80N udgik fra I-80 i nordlig retning, men fortsat primært i retning øst-vest, og den fik så nummeret I-84. Nogle veje fil lov til at beholde deres numre, andre veje fik nye to- eller trecifrede numre (se hjælperuter nedenfor).
Ændringen i nummersystemet undervejs og anlæggelsen af nye Interstates har betydet, at systemet med at øst-vestlige veje nummeres fra syd mod nord, og nord-sydlige veje nummereres fra vest mod øst, ikke længere holder helt. Fx ligger I-99 i Pennsylvania vest for både I-95, I-87, I-83 og I-81, ikke øst for disse, men da I-99 blev anlagt, var 99 det nærmeste ledige, ulige nummer. I-82 ligger på hele sin strækning nord for I-84, hvilket er en reminiscens fra den tid, da I-84 hed I-80N.
Når man kører på en motorvej, skiltes der ved tilkørslerne med, om tilkørslen fører i fx nordlig eller sydlig retning, fx kan et skilt pege på I-5 North eller I-10 East.
For at gøre vejsystemet mere hensigtsmæssigt kan to eller tre Interstates "følges" (altså dele fysisk vej) over visse strækninger, ligesom en Interstate kan dele vej med en U.S. Highway eller andre større veje. Mellem Madison og Portage i Wisconsin føres fx I-90, I-94 og I-39 ad samme vej. Den længste delte vejstrækning er 450 kilometer, som deles af I-80 og I-90 i Indiana og Ohio.
Også denne deling af vejstrækninger fører ind imellem til besynderligheder. En vej, der primært går nord-syd, har et ulige nummer, som den beholder, selv om den over kortere eller længere strækninger faktisk går mere øst-vest. Det samme gælder selvfølgelig veje, der går i den modsatte retning. Det har den konsekvens, at på en strækning i Virginia, ved byen Wytheville, hvor I-81 og I-77 følges ad, kører man på samme tidspunkt ad I-77 South og I-81 North. Dette fænomen opstår fordi I-81 i nordlig retning, slår et lille knæk, der hvor den møder I-77, og følger denne ca. 14 km i sydlig retning, inden I-81 igen forlader I-77 og fortsætter mod nord.

### Hjælperuter
En hjælperute eller Auxiliary Interstate Highway er en vejstrækning, der enten forbinder to andre Interstates, udgør en omfartsvej rundt om en by, hvor selve Interstaten går gennem byen, eller forgrener sig ud fra Interstaten uden at vende tilbage til denne. Disse hjælperuter har trecifrede vejnumre, hvor nummeret på den Interstate, de er hjælperute til, tilføjes et indledende ciffer (præfiks). Disse veje deles op i to grupper, omfartsveje (loops) og forgreninger (spurs). En omfartsvej fører tilbage til den Interstate, den udgik fra, mens en forgrening ikke vender tilbage til sin "udgangsvej". En omfartsvej får et ulige første ciffer, mens en forgrening får et lige første ciffer. Hvis en hjælperute fører fra en Interstate til en anden, som fx I-215 ved Los Angeles i Californien, der forbinder I-10 og I-15, afhænger første ciffer af den enkelte stat, da nogle stater betragter som dem omfartsveje, mens andre betragter dem som forgreninger.
Da der findes mange af disse hjælperuter for hver Interstate, kan de samme numre gå igen i mange stater, fx findes I-495 både i Massachusetts, Maryland og Virginia. Man har dog valgt, at det samme nummer ikke må gå igen i en enkelt stat. Til gengæld kan der være mange hjælperuter til samme Interstate i en stat. Fx har I-90 i New York alene I-190, I-290, I-390, I-490, I-590, I-690, I-790, I-890 og I-990. De fleste hjælperuter krydser ikke statsgrænser, men der er undtagelser. Fx går I-275, der er en omfartsvej rundt om Cincinnati, Ohio, gennem staterne Ohio, Indiana og Kentucky.
Normalt deler primæruter og hjælperuter ikke vej, men også her er der undtagelser. Fx følges I-95 og I-495 (Capital Beltway) på en del af strækningen rundt om Washington DC.
De trecifrede veje skiltes med, i hvilken retning de går, East/West eller North/South, og her tages der ikke hensyn til numrene. Selv om en omfartsvej typisk hedder det samme hele vejen rundt om en by og i stedet skiltes med retningen, er der også undtagelser fra denne regel. Byerne Minneapolis og Saint Paul i Minnesota har en omfartsvej, der går hele vejen rundt om de to byer. Denne skæres både nordvest og øst for byen af I-94. På den nordlige strækning mellem de to I-94-skæringer, hedder omfartsvejen I-694, og på den sydlige strækning hedder den I-494.
Ud over de almindelige hjælperuter findes også de såkaldte Business Loops eller Business Spurs. Disse er veje, som forbinder bykernerne (downtown) med primærruter eller hjælperuter. Loops fører tilbage til primærruten, mens spurs slutter i bykernen. De beholder den oprindelige vejs nummer, men skiltes med Business foruden nummeret. Disse Business Roads skal ikke overholde de samme standarder som egentlige Interstates, hvad enten disse er primære eller sekundære.

### Undtagelser
Der er en del undtagelser fra hovedreglerne omkring primær- og hjælperuter. I-99 er allerede nævnt. Den ligger, trods nummeret, på hele sin strækning vest for Interstates med lavere numre.
I-69, der har sin hovedretning i nord-sydlig retning, skifter trods dette skiltning til East og West på en strækning ved Lansing, Michigan, og I-76, der går i øst-vestlig retning skiltes alligevel med North og South på de 3 miles, der ligger i Nebraska.
I Californien forbinder I-238 San Leandro og Castro Valley, uden at der eksisterer en I-38. I New York findes der adskillige nummererede forgreninger fra I-78 fx I-278 og I-678, men ingen af disse forgreninger er på noget sted forbundet med I-78.

## Nummerering af fra- og tilkørsler
De fleste til- og frakørsler fra Interstates har numre. Californien er dog først begyndt af nummerere til- og frakørsler i 2002, og endnu er ikke alle nummererede. For ikke at omkostningerne ved skiltningen skal blive for voldsomme, sættes der kun skilte op i forbindelse med nyanlæggelser eller større vedligeholdelsesarbejder. Der er nu skilte ved de fleste til-/frakørsler på I-5, I-10 og I-80, men mange vejstrækninger mangler fortsat.
I de fleste stater svarer til- og frakørslernes numre til afstanden fra statsgrænsen, således at numrene følger afstandsmarkeringerne langs vejen. Frakørsel 10 ligger derfor typisk ved markeringen for 10 miles, men kan godt være den første frakørsel i en stat. I-19 i Arizona er dog markeret med kilometerskilte, ikke med markeringer for hver mile, og det betyder at Exit 8 kun ligger 5 miles fra grænsen til Mexico, ikke 8 miles, som man skulle tro. Når I-19 er markeret med kilometermarkeringer i stedet for miles, skyldes det, at vejen starter i Mexico.
I en del af de nordøstlige stater følger man ikke denne metodik. Her angiver man frakørslerne i numerisk orden som fx i Danmark, uden hensyn til afstandene. Dette gælder i Connecticut, Delaware, Massachusetts, New Hampshire, New York, Rhode Island og Vermont. Også Maine, Virginia, Georgia og Florida har tidligere brugt dette system, men er nu konverteret til det afstandsbaserede nummersystem i stedet.

### Interstate-skiltet
Skiltet er rødt, hvidt og blåt, så nummeret står med hvid skrift på en blå baggrund, mens der med hvid skrift står Interstate i et rødt felt øverst. Skiltet er normalt 91×91 cm for primærruter og 114×91 cm for hjælperuter (for at få plads til de tre cifre). Tidligere stod statens navn over nummeret, men de fleste stater undlader dette i dag.
De omtalte Business spurs og loops har skilte, hvor det står Business i stedet for Interstate og enten Loop eller Spur over nummeret. I disse skilte er de røde og blå farver erstattet med grøn.

## Rekorder
- Den mest trafikerede Interstate er I-405 i Los Angeles. 382.000 biler passerede strækningen dagligt i 2005.[7]
- Den mindst trafikerede strækning er I-95 nord for Houlton i Maine (mellem Houlton og grænsen til Canada). Her kører kun 1.880 biler i døgnet (2001).[8]
- De nordligste slutpunkter har I-5, I-15 og I-29, der alle krydser grænsen til Canada ved den 49. breddegrad i henholdsvis Blaine, Washington, Sweetgrass, Montana og Pembina, North Dakota.
- Den sydligste strækning er en kurve på H-1 i Honolulu på Hawaii. I de 48 sammenhængende stater er den sydligste Interstate det sydlige endepunkt på I-95 i Miami, på 25,8 ° nordlig bredde.

- Den østligste Interstate strækning er det nordlige endepunkt for I-95 tæt ved Houlton, Maine ved grænseovergangen til New Brunswick i Canada. Her slutter vejen på 67,8 ° vestlig længde.
- Det vestligste strækning er H-1 i Kapolei på Hawaiii, 158,06 ° vestlig længde, og i de sammenhængende stater er det vestligste punkt en kurve på I-5 ved Wolf Creek i Oregon.
- Det højeste punkt på en Interstate er Eisenhower Tunnelen på I-70 i Colorado. Tunnelen ligger 3.401 meter over havet i Rocky Mountains.
- Det laveste punkt (på land) er ved New River i Californien. Her ligger I-8 16 meter under havets overflade. Interstate 95 kommer dog endnu længere ned, hvor den i Baltimore føres under Baltimores havn gennem Fort McHenry Tunnelen. Her er vejen nede i 32 meter under havets overflade.
- Den længste Interstate er I-90 med sine 4.987 km fra Boston, Massachusetts til Seattle, Washington.
- Når den sidste strækning af I-95 i New Jersey bliver færdiggjort vil denne være den længste nord-syd gående Interstate (3.101 km).
- Den korteste Interstate er I-878 i New York nær John F. Kennedy lufthavnen. Den er kun 1,1 km lang. Denne strækning har dog ingen Interstate skiltning. Den korteste skiltede Interstate er I-375 i Detroit, Michigan. Denne er 1,7 km lang. Den korteste primærrute er I-73 fra Emery til Greensboro i North Carolina. Strækningen er 19,8 kilometer lang. Her fører en bro I-90 over Columbiafloden i Washington.
- Californien er den stat, der har flest kilometer Interstate Highway, i alt 3.952 kilometer fordelt på 25 Interstates. På andenpladsen er Illinois med 3.491 kilometer fordelt på 23 Interstates.
- I-95 passerer flest stater af alle Interstates. 16 bliver det til på vej fra Miami, Florida til Houlton, Maine. I-90 passerer 13 stater og er dermed den øst-vestgående Interstate, der går gennem flest stater.
- Interstatesystemet har 14.750 Interchanges (motorvejskryds), hvor to eller flere Interstates mødes. Den mest trafikerede Interstate Interchange er East Los Angeles Interchange, hvor mere end 430.000 biler passerer hver dag.[9]. Vejnettet har desuden 55.512 broer (2004) og 82 tunneler.[10]

## Andre Interstate Highway Fakta
Selv om de fleste storbyer og adskillige mindre er forbundne af Interstate Highway System, er der alligevel fem statshovedstæder, som ikke kan nås via en Interstate Highway. Det drejer sig om Juneau, Alaska, Dover, Delaware, Jefferson City, Missouri, Carson City, Nevada og Pierre, South Dakota.
Når en Interstate Highway krydser en statsgrænse, vil den stat, man kører ind i, typisk anlægge et Velkomstcenter (Welcome Center) ikke så langt fra grænsen. Her kan rejsende få hjælp med hotelbestilling, billetter til seværdigheder, brochuremateriale og kort over den pågældende stat. Nogle stater serverer også kaffe, te og kolde forfriskninger for gæsterne. I andre stater skal man betale for denne service. Ved besøg på et Velkomstcenter bliver man ofte bedt om at skrive sig ind i en gæstebog.
Der er også rastepladser med mellemrum langs Interstate Highways, men i modsætning til i Europa, er disse ofte kun forsynet med toiletter og så måske selvbetjeningsautomater, hvor man kan købe forfriskninger. Tankstationer og spisesteder findes ikke på disse rastepladser. Til gengæld skiltes ved næsten alle frakørsler med hvilke tankstationer, fastfood restauranter og hoteller/moteller, der ligger ved den pågældende frakørsel.

## Eksterne referencer
- Information om Interstate Highways
- Highway Research Center Arkiveret 18. december 2010 hos  Wayback Machine
- 50 års jubilæum for Interstate Highway system